# 希瑟·彭尼
希瑟·彭尼（英語：Heather Penney，1974年9月18日－），美国飞行员，服役于美国空军国民警卫队。2001年九一一袭击发生时首批紧急升空保卫华盛顿特区的战斗机飞行员之一，在缺乏武器的情况下曾准备驾驶F-16战机撞击遭恐怖分子劫持的美联航93号班机，阻止其抵达原定目标华盛顿。伊拉克战争期间两度在伊拉克执行作战任务。现任洛克希德·马丁航空公司美军空优项目主任。

## 早年
彭尼出身美国内华达州里诺市，父亲为空军A-7攻击机飞行员，越战老兵，后为美联航公司执飞民航航班:29。从高中起她跟随父亲学习驾机飞行，高中毕业后就读普渡大学，为学校组织创设了校航空竞赛队，1994年取得英语学士学位。攻读硕士期间，适逢美国国会批准空军招收女性战斗机飞行员。经报名选拔，她获首都哥伦比亚特区空中国民警卫队第121战斗机中队录取，进入德州谢泼德空军基地接受训练，后取得F-16战斗机的驾驶资格。2001年1月进驻马里兰州安德鲁斯空军基地，成为该部队首名驾驶F-16的女飞行员:ch.15。

## 九一一事件

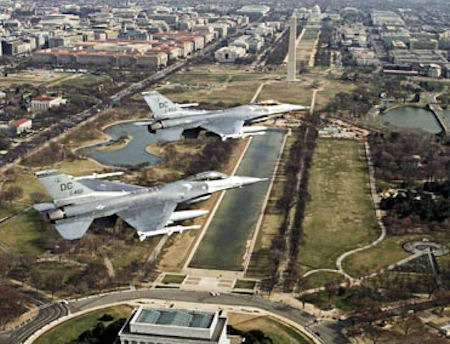
第121战斗机中队两架F-16战斗机飞过华盛顿上空。

2001年9月11日，四架民航客机遭“基地”组织恐怖分子劫持，其中两架分别于早晨8时46分和9时02分撞入纽约世贸中心双子塔:35。9时37分，在第三架客机撞上五角大楼后，第121中队接到白宫命令，紧急出动战机保卫华盛顿上空，并获准击落美联航93号在内的被劫客机:38-39。
当时第121中队刚从“红旗”演习整训归来，战斗机均未挂载导弹，每架仅携带20毫米航炮训练弹511发，随时待命的飞行员仅四名。情急之下，其中两人被安排在基地等待地勤为战机装弹，而彭尼中尉则跟随中队长萨瑟维尔中校驾驶两架无实弹的战斗机即刻升空，前往华盛顿执行空中战斗巡逻。考虑到机载训练弹（可供约5秒射击）可能无法一击制敌，两人商定，如果航炮射击不奏效，就直接驾机撞向7倍于战机重量的波音757客机，将其击毁:39。萨瑟维尔和彭尼对目标进行了分配，准备分别撞击客机的驾驶舱和机尾，以使客机直坠地面，将碎片残骸的危害面积减至最低。10时42分，两机从安德鲁斯机场升空，随后分头飞往华盛顿东北与西北上空搜索93号班机:82。但在最后时刻，93号班机上的乘客和机组奋起反抗，与劫机者展开搏斗，使得客机提前坠毁于宾夕法尼亚州尚克斯维尔附近，没有抵达华盛顿。事后，她赞扬93号航班的乘客是“真正的英雄”，并表示她“只是碰巧目击了历史”。
九一一袭击当天，彭尼共执行飞行任务两次。除在华盛顿禁飞区上空巡逻外，当晚还为返回华盛顿的“空军一号”总统专机提供了护航。

## 九一一事件后
伊拉克战争爆发后，彭尼于2003年和2006年两次随第410空军远征联队参加“伊拉克自由行动”:30，负责执行夜间反战区弹道导弹任务，为猎歼伊拉克西部沙漠中的“飞毛腿”导弹发射车实施电子战掩护， 并向在当地作战的特种部队提供近距空中支援:12。期间曾多次获授航空奖章。2009年2月结束近十年的F-16飞行生涯，改为空中国民警卫队第201空运中队驾驶C-38公务机。现任洛克希德·马丁航空公司华盛顿分公司航空系统部美军空优项目主任，在承包商、空军、空中国民警卫队和国会间主持联络F-22和F-35战斗机项目事宜。
彭尼热衷航空竞速，曾在2010年以一架改装的L-29教练机赢得里诺航空竞速赛银级赛事亚军:32。